# Stora Mellby landskommun
Stora Mellby landskommun var en tidigare kommun i dåvarande Älvsborgs län.

## Administrativ historik
Kommunen bildades i Stora Mellby socken i Bjärke härad i Västergötland när 1862 års kommunalförordningar trädde i kraft.  
Vid kommunreformen 1952 uppgick den i Bjärke landskommun som upplöstes 1974 då den delades mellan Trollhättans och Alingsås kommuner. 

## Politik

### Mandatfördelning i Stora Mellby landskommun 1938-1946
| 3 | 7 | 2 | 8 |

| 20 |

| 5 | 1 | 4 | 6 | 4 |

| 20 |

| 4 | 11 | 1 | 4 |

| 19 |